# Anemina euscaphys
Anemina euscaphys е вид мида от семейство Unionidae.

## Разпространение
Видът е разпространен в Китай и Русия (Амурска област и Европейска част на Русия).